# Konjušnice Garagnin-Fanfogna u Trogiru
Konjušnice Garagnin-Fanfogna, zgrada bivše konjušnice u Trogiru, zaštićeno kulturno dobro.

## Opis dobra
Smještena je na adresi ul. kardinala Alojzija Stepinca. Nastale od 1750. do 1800. godine. Pripadale obitelji Garagnin-Fanfogna. Konjušnica, sagrađena kao postaja za putničke kočije, klasicistička je građevina građena prema varijanti nacrta Gianantonija Selve s naglašenim lučnim vratima građenim u strukturi masivnih kamenih blokova. U drugoj polovici 20. stoljeća, gradnjom odvojka županijske ceste prema sjeveru srušeno je istočno krilo zgrade koja od tada postaje asimetrična građevina. U to vrijeme otvoreni su prozori na atici južnog pročelja, a unutrašnjost je potpuno očišćena uklanjanjem kamenih zobnica koje se čuvaju u Muzeju grada Trogira.

## Zaštita
Pod oznakom Z-5067 zavedena je kao nepokretno kulturno dobro - pojedinačno, pravna statusa zaštićena kulturnog dobra, klasificirano kao "profana graditeljska baština".